# Madres de Heimdall
En la mitología escandinava, es dicho que Heimdall tiene nueve madres. Snorri Sturluson relata en la Edda prosaica:
| Heimdallr heitir einn, hann er kallaðr hvíti áss, hann er mikill ok heilagr. Hann báru at syni meyjar níu ok allar systr. ... Ok enn segir hann sjálfr í Heimdalargaldri: Níu em ek mœðra mögr, níu em ek systra sonr. - Texto de R | "Heimdall es el nombre de uno: es llamada el Dios Blanco. Él es grande y sagrado; nueve doncellas, todas hermanas, lo dieron a luz como un hijo. ... Y además, él mismo dice en Heimdalargalðr: Yo soy hijo de nueve madres y de nueve hermanas nací". - Traducción de Brodeur |  |

Aparte de esas dos líneas, el poema Heimdalargaldr está perdido.
El mismo mito parece estar referido en Hyndluljóð. 
| Vard einn borin i ardaga rammaukin miok raugna kindar; niu baru þann naddgaufgann mann iotna meyiar vid iardar þraum. Hann Gialp vm bar, hann Greip vm bar, bar hann Eistla ok Eyrgiafa, hann bar Vlfrun ok Angeyia, Imdr ok Atla ok Iarnsaxa. - Edición de Bugge. | "Uno nació en días de otro tiempo, con enorme poder de los hijos de los hombres; luego nueve mujeres le dieron a luz, al magnífico hombre, hijas de gigantes, al borde de la Tierra. Gjalp le dio a luz, Greip le dio a luz, Eistla le dio a luz y Eyrgiafa; Ulfrun y Angeyja, Imd y Atla y Iarnsaxa. - Traducción de Larrington |  |

Una teoría afirma que las nueve madres de Heimdall son las nueve hijas de Ægir y Ran.
- Datos: Q4156555